# 57-мм РСЗО на базе ЛуАЗ-969М
Опытная украинская сверхлёгкая РСЗО на базе автомобиля повышенной проходимости ЛуАЗ-969М, созданная на Луцком автомобильном заводе в 1990-х годах. 30 октября 1998 года конструкция РСЗО была запатентована. На вооружение не принималась и серийно не производилась.

## Описание
РСЗО представляет собой заводскую реализацию концепции кустарных импровизированных боевых машин с блоками НАР в качестве вооружения, широко использующихся в локальных конфликтах.
Шасси боевой машины отличается от базового несколько видоизменённым кузовом и усиленной подвеской, остальные тактико-технические характеристики сохранены на уровне серийного автомобиля. В качестве вооружения использован блок УБ-32-57 с 32 направляющими для 57-мм НАР С-5, смонтированный на поворотной платформе в задней части корпуса. 

Проект закончился выпуском одного опытного образца, который безуспешно пытались кому-либо продать, а потом разобрали на запчасти.